# Войчук Михайло Дмитрович
Миха́йло Дми́трович Войчу́к (14 листопада 1967, Джурків, Коломийський район, Івано-Франківська область) — український актор театру, кіно та дубляжу, диктор, телерадіоведучий. Заслужений артист України (2009).

## Життєпис
Народився 14 листопада 1967 року у селі Джурків Коломийського району Івано-Франківської області. Закінчив Київський державний інститут театрального мистецтва імені Івана Карпенка-Карого (курс В. Зимньої).
Після закінчення інституту працював актором Чернівецького академічного обласного музично-драматичного театру ім. Ольги Кобилянської. Водночас працював диктором обласного радіо і «Радіо Буковина», а також викладачем у «Театрі юних чернівчан» міського палацу дітей та юнацтва.
З початку 2000-х років тисячних співпрацює з київськими FM-радіостанціями і студіями звукозапису, що спеціалізуються на озвучуванні реклами. У цей же період співпрацює з українськими телеканалами щодо виробництва й адаптації телеконтенту. Працював ведучим концертів. Від малих майданчиків до стадіонів і Палацу Україна.
З часу становлення українського дублювання і до сьогодні активно залучається до роботи студіями «Le Doyen», «Postmodern», «Pie Post Production» та іншими.
Як актор співпрацює з київським театром «Особистості», знімається у кіно, серіалах та рекламі. Бренд-войс каналів «Мега» (2009—2014), спортивних каналів медіагрупи «Поверхность ТВ» (2005—2015) і «Україна» (2010—2011).

## Ролі та вистави
- Жером Ванс («Місце зустрічі — Париж…», за мотивами новели Андре Моруа)[2]
- Олександр Кнуров («День тиші», автор п'єси — Сергій Пономаренко)[3]

## Фільмографія
- Дев'ять життів Нестора Махно (2006) — Коцюба
- Іловайськ 2014. Батальйон Донбас (2014)
- Виходьте без дзвінка (2018)
- Слід (2020) — генерал Борис Мовчан
- Розтин покаже-2 (2020)
- З чистого аркуша (2021) — епізод
- Клятва лікаря (2021) — епізод
- Провінціал (2021) — лікар швидкої
- Чужі гріхи (2021) — Вікентій Михайлович
- Чесна гра (2021) — епізод
- Ти мене ніколи не забудеш (2022) — лікар Жанни
- Батьківський комітет (2024) — Ярослав

## Участь у волонтерських проєктах озвучення
- Цікава наука[4]
- Книги, що говорять Вір в Україну[5]
- ІнформНапалм[6]
- Майстерня озвучення[7]

## Дублювання й озвучення документального відео
- Америка в кольорі (1 сезон) (2017) — оповідач (двоголосе закадрове озвучення телеканалу «Мега»)
- Таємниці джмелів (2013) — оповідач (одноголосе озвучення телеканалу «Мега»)
- Дика Польща / Wilde Polen — Tatra, Ostsee und Masuren (2012) — оповідач (одноголосе озвучення телеканалу «Мега»)

## Дублювання й озвучення фільмів
1. Людина-мураха та Оса: Квантоманія — МОДОК (дублювання студії «Le Doyen»)
2. Любов у квадраті знову — Даніель (дублювання студії «Le Doyen»)
3. Загублений пес (2023) — (дублювання студії «Так Треба Продакшн»)
4. Операція «Фортуна»: Мистецтво перемагати — (дублювання студії «AAA-Sound»)
5. Аватар: Шлях води — Макс (дублювання студії «Postmodern»)
6. Блиск (2022) — (дублювання студії «Le Doyen»)
7. Доставка до Різдва (2022) — Міхал (дублювання студії «Le Doyen»)
8. Троль (2022) — (дублювання студії «Так Треба Продакшн»)
9. Білий шум — Маррі Зіскінд (дублювання студії «Postmodern»)
10. Незвичайний світ (2022) — Оповідач (дублювання студії «Le Doyen»)
11. План уроку (2022) — (дублювання студії «Так Треба Продакшн»)
12. Кров, секс і монархія (2022) — Томас Болейн (дублювання студії «Le Doyen»)
13. Ножі наголо: Скляна цибуля (2022) — (дублювання студії «Postmodern»)
14. Меню (2022) — (дублювання студії «Postmodern»)
15. Піноккіо Ґільєрмо дель Торо (2022) — Подеста (дублювання студії «Так Треба Продакшн»)
16. Нащадки останнього рабовласницького корабля (2022) — Камай (дублювання студії «Так Треба Продакшн»)
17. Венделл і Вайлд (2022) — Лейн Клексон (дублювання студії «Так Треба Продакшн»)
18. Redeem Team: Тріумф баскетбольної збірної США (2022) — Майк Кжизевський (дублювання студії «Так Треба Продакшн»)
19. Парфумер (2022) — Абель (дублювання студії «Postmodern»)
20. Елвіс (2022) — Вернон (дублювання студії «Postmodern»)
21. Коза Ностра. Мама їде (2022) — (дублювання студії «Postmodern»)
22. Приборкання норовливої (2022) — Патрік (дублювання студії «Postmodern»)
23. Морбіус (2022) — (дублювання студії «Так Треба Продакшн»)
24. Бетмен (2022) — (дублювання студії «Postmodern»)
25. Вигадана Анна (2022) — Лу (дублювання студії «Postmodern»)
26. Uncharted: Незвідане (2022) — (дублювання студії «Le Doyen»)
27. Падіння Місяця (2022) — (дублювання студії «Cinemaker Distribution»)
28. Ґерек (2022) — (дублювання студії «Так Треба Продакшн»)
29. Як я покохала гангстера (2022) — (дублювання студії «Postmodern»)
30. Мюнхен. На порозі війни (2021) — Гітлер (дублювання студії «Так Треба Продакшн»)
31. Людина-павук: Додому шляху нема (2021) — Метт Мердок / Шибайголова (дублювання студії «Le Doyen»)
32. Не дивіться вгору (2021) — (дублювання студії «Postmodern»)
33. Алея жаху (2021) — (дублювання студії «Postmodern»)
34. Непрощенна (2021) — Майкл (дублювання студії «Postmodern»)
35. Синці (2020) — Конферансьє (дублювання студії «Le Doyen»)
36. Мисливці на привидів: З того світу (2021) — Продавець (дублювання студії «Le Doyen»)
37. Великий червоний пес Кліффорд (2021) — (дублювання студії «Le Doyen»)
38. Лють (2021) — Мровка (дублювання студії «Так Треба Продакшн»)
39. Щось не так з Роном (2021) — (дублювання студії «Postmodern Postproduction|Postmodern»)
40. Остання дуель (2021) — Священник, Лицар (дублювання студії «Postmodern»)
41. 007: Не час помирати (2021) — М (дублювання студії «Le Doyen»)
42. Після падіння (2021) — (дублювання студії «Cinemaker Distribution»)
43. Персонаж (2021) — (дублювання студії «Postmodern»)
44. Будка поцілунків 3 (2021) — (дублювання студії «Так Треба Продакшн»)
45. Америка: Кінофільм (2021) — (дублювання студії «Postmodern»)
46. Звитяжниці (2021) — містер Дейвіс (дублювання студії «Postmodern»)
47. Кисень (2021) — Капітан Моро (дублювання студії «Postmodern»)
48. За межею (2021) — (дублювання студії «Postmodern»)
49. Після сварки (2020) — (дублювання студії «Pie Post Production»)
50. Відьми (2020) — (дублювання студії «Postmodern»)
51. Гра у хованки (2019) — Генрі Черні (дублювання студії «Postmodern»)
52. Кролик Джоджо (2019) — Стівен Мерчант (дублювання студії «Postmodern»)
53. Мистецтво обману (2019) — (дублювання студії «Cinemaker Distribution»)
54. Ножі наголо (2019) — Майкл Шеннон (дублювання студії «Pie Post Production»)
55. Очима собаки (2019) — Ґері Коул (дублювання студії «Postmodern»)
56. Перекладачі (2019) — Ламбер Вільсон (дублювання «Cinemaker Distribution»)
57. Термінатор: Фатум (2019) — Трістан Улоа (дублювання студії «Postmodern»)
58. Аквамен (2018) — Майка Олмен (дублювання студії «Postmodern»)
59. Батьки легкої поведінки (2018) — Вілл Феррелл (дублювання «Cinemaker Distribution»)
60. Богемна рапсодія (2018) — Том Голландер (дублювання студії «Postmodern»)
61. Влада (2018) — (дублювання студії «Cinema Sound Production»)
62. Крістофер Робін (2018) — Марк Ґатіс (дублювання студії «Le Doyen»)
63. Людина-мураха та Оса (2018) (дублювання студії «Le Doyen»)
64. Соло. Зоряні Війни. Історія (2018) — (дублювання студії «Le Doyen»)
65. Таксі 5 (2018) — Едвард Монтут (дублювання студії «Pie Post Production»)
66. Темні уми (2018) — Волес Ланґем (дублювання студії «Postmodern»)
67. Фаворитка (фільм, 2018) — Джеймс Сміт/Ґодольфін (дублювання студії «Postmodern»)
68. Зменшення (2017) — Джейсон Судейкіс (дублювання студії «Le Doyen»)
69. Красиво піти (2017) — (дублювання студії «Postmodern»)
70. Найвеличніший шоумен (2017) (дублювання студії «Postmodern»)
71. Операція «Казино» (2017) — Вілл Ферелл (дублювання студії «Postmodern»)
72. Рятувальники Малібу (2017) — Оскар Нун'єз (дублювання студії «Le Doyen»)
73. Форма води (2017) — Ден Лет (дублювання студії «Postmodern»)
74. Хто в домі тато 2 (2017) — Вілл Ферелл (дублювання студії «Le Doyen»)
75. Аліса у Задзеркаллі (2016) — Пол Вайтгаус (дублювання студії «Le Doyen»)
76. Зразковий самець 2 (2016) — Вілл Ферелл (дублювання студії «Le Doyen»)
77. Перший месник: Протистояння (2016) (дублювання студії «Le Doyen»)
78. Канікули (2015) — Ед Гелмс (дублювання студії «Postmodern»)
79. Міст шпигунів (2015) — Себастьян Кох (дублювання студії «Postmodern»)
80. Паперові міста (2015) — Джим Колмен (дублювання студії «Le Doyen»)
81. Термінатор: Генезис (2015) — Даґлес М. Ґріфін (дублювання студії «Le Doyen»)
82. Фантастична четвірка (2015) — Тім Гайдекер (дублювання студії «Postmodern»)
83. Хто в домі тато (2015) — Вілл Ферелл (дублювання студії «Le Doyen»)
84. Викрадена 3 (2014) — Даґрей Скот (дублювання студії «Postmodern»)
85. Нестерпні боси 2 (2014) — Джейсон Судейкіс (дублювання студії «Postmodern»)
86. Джек — вбивця велетнів (2013) — Едді Марсан (дублювання студії «Postmodern»)
87. G.I. Joe: Атака Кобри 2 (2013) — Рей Стівенсон (дублювання студії «Le Doyen»)
88. Ми — Міллери (2013) — Джейсон Судейкіс (дублювання студії «Postmodern»)
89. Озброєні та небезпечні (2013) — Ден Бакедол (дублювання студії «Postmodern»)
90. Останні дні на Марсі (2013) (багатоголосе закадрове озвучення студії каналу «Україна»)
91. Порятунок містера Бенкса (2013) — Крістофер Каєр (дублювання студії «Le Doyen»)
92. Всесвітня війна Z (2013) (дублювання студії «Le Doyen»)
93. Стажери (2013) — Асіф Манді (дублювання студії «Postmodern»)
94. Анна Кареніна (фільм, 2012) — Меттью Макфейден / Стіва Облонський (дублювання студії «Le Doyen»)
95. Білосніжка та мисливець (2012) (дублювання студії «Le Doyen»)
96. Брудна кампанія за чесні вибори (2012) — Вілл Ферелл (дублювання студії «Postmodern»)
97. Гра на виживання (2012) — деякі чоловічі ролі (багатоголосе закадрове озвучення студії каналу «Україна»)
98. Диктатор (2012) (дублювання студії «Le Doyen»)
99. Люди в чорному 3 (2012) — Чак Шанаман (дублювання студії «Le Doyen»)
100. Мачо і ботан (2012) — Кріс Парнел (дублювання студії «Le Doyen»)
101. 007: Координати «Скайфолл» (2012) — Рейф Файнз (дублювання студії «Le Doyen»)
102. Оголена спокуса (2012) — Майкл Шоволтер (дублювання студії «Le Doyen»)
103. Рейс (2012) (дублювання студії «Le Doyen»)
104. Темний лицар повертається (2012) (дублювання студії «Postmodern»)
105. Хоббіт: Несподівана подорож (2012) — Джеймс Несбіт (дублювання студії «Postmodern»)
106. Цирк дю Солей: Казковий світ (2012) (дублювання студії «Le Doyen»)
107. Бойовий кінь (2011) — Едді Марсан (дублювання студії «Le Doyen»)
108. Джек і Джилл (2011) — Дрю Кері (дублювання студії «Le Doyen»)
109. Дружина напрокат (2011) — Дейв Метьюс (дублювання студії «Le Doyen»)
110. Місія нездійсненна: Протокол «Фантом» (2011) (дублювання студії «Le Doyen»)
111. Нестерпні боси (2011) — Джейсон Судейкіс (дублювання студії «Postmodern»)
112. Паранормальне явище 3 (2011) — написи (дублювання студії «Le Doyen»)
113. Прибулець Павло (2011) — назва й написи (дублювання студії «Le Doyen»)
114. Скажені перегони (2011) — (дублювання студії «Postmodern»)
115. Стара добра оргія (2011) — усі чоловічі ролі (двоголосе закадрове озвучення компанія «КіТ»)
116. Супер 8 (2011) — Кайл Чендлер (дублювання студії «Le Doyen»)
117. Училка (2011) (дублювання студії «Le Doyen»)
118. Шерлок Холмс: Гра тіней (2011) — Пол Андерсон (дублювання студії «Postmodern»)
119. Я номер чотири (2011) (дублювання студії «Le Doyen»)
120. Як обікрасти хмарочос (2011) — Бен Стиллер та деякі інші чоловічі ролі (багатоголосе закадрове озвучення студії каналу «Україна»)
121. Аліса в Країні Чудес (2010) — Березневий заєць (дублювання студії «Le Doyen»)
122. Бурлеск (2010) — Пітер Галлагер (дублювання студії «Le Doyen»)
123. Волл-стріт: гроші не сплять (2010) — Остін Пенделтен і Річар Стратен (дублювання студії «Postmodern»)
124. Встигнути до (2010) — Бобі Тісдейл (дублювання студії «CineType»)
125. Гаррі Поттер і Смертельні реліквії: Частина 1 (2010) — Ґай Генрі (дублювання студії «CineType»)
126. Зубна фея / Tooth Fairy (2010) — (дублювання студії «Le Doyen»)
127. Їсти молитися кохати (2010) — Майк О'Мелі (дублювання студії «Le Doyen»)
128. Малюк-каратист (2010) (дублювання студії «Невафільм Україна»)
129. Кішки проти собак. Помста Кіті Ґалор (2010) — Ніл Патрік Гарріс (дублювання «Cinemaker Distribution»)
130. Команда «А» (2010) — Джеральд МакРейні (дублювання студії «Postmodern»)
131. Копи на підхваті (2010) — Вілл Ферелл (дублювання студії «Le Doyen»)
132. Кохання та інші ліки (2010) — Олівер Плат (дублювання студії «Postmodern»)
133. Нещадний (2010) — написи, диктор радіо (дублювання студії «Le Doyen»)
134. Останній володар стихій (2010) — Шон Тоуб (дублювання студії «Le Doyen»)
135. Паранормальне явище 2 (2010) (дублювання студії «Le Doyen»)
136. Парочка копів (2010) — Шон Кален (дублювання «Cinemaker Distribution»)
137. Побачимося у вересні (2010) — усі чоловічі ролі (двоголосе закадрове озвучення телеканалу «ТЕТ»)
138. Секс і місто 2 (2010) — Дафер Лабідін (дублювання «Cinemaker Distribution»)
139. Трон: Спадок (2010) — Джеймс Фрейн (дублювання студії «Le Doyen»)
140. Хижаки (2010) — Едрієн Броуді (дублювання студії «Postmodern»)
141. Аватар (2009) — Діліп Рао (дублювання студії «Невафільм Україна»)
142. Ангели і демони (2009) — Ксавєр Дж. Натан (дублювання студії «Невафільм Україна»)
143. Дев'ятий округ (2009) — (дублювання студії «Невафільм Україна»)
144. Елвін та бурундуки 2 (2009) — Бернард Вайт (дублювання «Central Production International Group»)
145. Імаджинаріум доктора Парнаса (2009) — Крістофер Пламер (дублювання «Tretyakoff Production»)
146. Куди поділися Моргани? (2009) — Сет Ґільям (дублювання студії «Le Doyen»)
147. Ніч у музеї 2 (2009) — Генк Азарія / Каменра (дублювання студії «Невафільм Україна»)
148. Перлини дракона. Еволюція / Dragonball Evolution (2009) — Ерні Гадсон/Сіфу Норіс (дублювання студії «Невафільм Україна»)
149. Солт (фільм) (2010) — Стів Сірбус/Аген ФБР (дублювання студії «Невафільм Україна»)
150. Тільки для закоханих (2009) — Джон Майкл Гіґінс (дублювання студії «Le Doyen»)
151. Джек і Джилл: Любов на валізах (2009) — усі чоловічі ролі (двоголосе закадрове озвучення «Майстер-Відео»)
152. Шерлок Холмс (2009) — Едді Марсан (дублювання «Cinemaker Distribution»)
153. Віддзеркалення / The Broken (2008) — усі чоловічі ролі (двоголосе закадрове озвучення для DVD)
154. Судний день (2008) — усі чоловічі ролі (двоголосе закадрове озвучення каналу «ICTV»)
155. Спадок (2006) — усі чоловічі ролі (двоголосе закадрове озвучення телеканалу «1+1»)
156. Гаррі Поттер і келих вогню (2005) — (дублювання студії «Так Треба Продакшн»)
157. Гаррі Поттер і в'язень Азкабану (2004) — (дублювання студії «Так Треба Продакшн»)
158. Халк (2003) — (багатоголосе закадрове озвучення студії каналу «Україна»)
159. Володар перснів: Повернення короля (2003) — (дублювання студії «Так Треба Продакшн»)
160. Володар перснів: Дві вежі (2002) — (дублювання студії «Так Треба Продакшн»)
161. Гаррі Поттер і таємна кімната (2002) — (дублювання студії «Так Треба Продакшн»)
162. Гаррі Поттер і філософський камінь (2001) — (дублювання студії «Так Треба Продакшн»)
163. Володар перснів: Братерство персня (2001) — (дублювання студії «Так Треба Продакшн»)
164. Донні Дарко (2001) — усі чоловічі ролі (двоголосе закадрове озвучення каналу «К1»)
165. Пес-примара. Шлях самурая (1999) — деякі чоловічі ролі (багатоголосе закадрове озвучення студії каналу «Україна»)
166. Кримінальне чтиво (1994) — капітан Кунс (дублювання студії «Le Doyen»)
167. Святий / The Saint (1997) — деякі чоловічі ролі (багатоголосе закадрове озвучення каналу «ICTV»)
168. Чорний дощ (1989) — деякі чоловічі ролі (багатоголосе закадрове озвучення студії «ТВ+»)
169. Солодке життя (1960) — усі чоловічі ролі (двоголосе закадрове озвучення компанії «КіТ»)
170. Наша людина в Гавані (1959) — усі чоловічі ролі (двоголосе закадрове озвучення «Нового каналу»)
171. Людина, яка забагато знала (1956) — деякі чоловічі ролі (багатоголосе закадрове озвучення студії «ТВ+»)
172. Мотузка (1948) — Джон Долл та деякі інші чоловічі ролі (багатоголосе закадрове озвучення каналу «ICTV»)

## Дублювання й озвучення серіалів
1. Епоха честі / Czas honoru (2014—2015) — усі чоловічі ролі (двоголосе закадрове озвучення компанії «КіТ»)
2. Полдарк (2015—2019) — усі чоловічі ролі (двоголосе закадрове озвучення НСТУ)
3. Метелики (2013) — (дублювання студії «Postmodern»)
4. Мотель Бейтсів / Bates Motel (2013—2017) — Нестор Карбонел та деякі інші чоловічі ролі у 1 та 2 сезонах (багатоголосе закадрове озвучення студії каналу «Україна»)
5. Вулиця Різника (2012—2016) — деякі чоловічі ролі (багатоголосе закадрове озвучення студії каналу «Україна»)
6. Дірк Джентлі (2010—2012) — Стівен Менґан (багатоголосе закадрове озвучення «5 каналу»)
7. Стовпи землі (2010) — усі чоловічі ролі (двоголосе закадрове озвучення «Нового Каналу»)
8. У Сонні є шанс (2009—2011) (2 сезон, дублювання студії «Le Doyen»)
9. Табір О.С.А. (2011—2014) (дублювання студії «Le Doyen»)
10. Розкішне життя на палубі (2008—2011) (2 сезон, дублювання студії «Le Doyen»)
11. Щасти, Чарлі! (2010—2014) (1 і 2 сезони, дублювання студії «Le Doyen»)
12. Закон і порядок: Спеціальний корпус (1999—) — деякі чоловічі ролі (багатоголосе закадрове озвучення студії каналу «Україна»)

## Дублювання й озвучення мультфільмів
1. Лайтер (2022) — Командир Бернсайд (дублювання студії «Le Doyen»)
2. Уперед (2020) — Вілден Стрімкун (дублювання студії «Le Doyen»)
3. Королівський коргі (2019) — Джек (дублювання студії «Postmodern»)
4. Крижане серце 2 (2019) — Кай/Стівен Дж. Андерсон (дублювання студії «Le Doyen»)
5. Lego Фільм 2 (2019) — Президент Бізнес/Вілл Ферелл (дублювання студії «Postmodern»)
6. Астерікс і таємне зілля (2018) — Олів'є Саладан (дублювання студії «Postmodern»)
7. Острів собак (2018) — Френк Вуд (дублювання студії «Postmodern»)
8. Бебі бос (2017) — Капітан Рос (дублювання студії «Le Doyen»)
9. Тачки 3 (2017) — Дарел Волтріп (дублювання студії «Le Doyen»)
10. Коко (2017) — тато (дублювання студії «Le Doyen»)
11. Співай (2016) — Сет Мак-Фарлейн (дублювання студії «Le Doyen» 2016 року)
12. Думками навиворіт (2015) — батько Райлі/Кайл МакЛаклен (дублювання студії «Le Doyen»)
13. Космічна місія (2015) — Скотт Ґолдвін/Тоні Мора
14. Книга життя (2014) (дублювання студії «Postmodern»)
15. Lego Фільм (2014) — Президент Бізнес/Вілл Ферелл (дублювання студії «Postmodern»)
16. Містер Пібоді та Шерман (2014) — Агамемнон/Патрік Ворбертен (дублювання студії «Postmodern»)
17. Крижане серце (2013) — Кай/Стівен Дж. Андерсон[8] (дублювання студії «Le Doyen»)
18. Літачки (2013) — Колін Капот/Колін Каугерд (дублювання студії «Le Doyen»)
19. Мадагаскар 3 (2012) (дублювання студії «Le Doyen»)
20. Гоп (мультфільм) (2011) (дублювання студії «Le Doyen»)
21. Мами застрягли на Марсі (2011) — (дублювання студії «Le Doyen»)
22. Панда Кунг-Фу 2 (2011) — Майстер Крок/Жан-Клод Ван Дам (дублювання студії «Postmodern»)
23. Пригоди Тінтіна: Таємниця «Єдинорога» (2011) (дублювання студії «Postmodern»)
24. Фінеас і Ферб у другому вимірі (2011) — Лоренс Флетчер (дублювання студії «Le Doyen»)
25. Ведмідь Йогі (2010) (дублювання «Cinemaker Distribution»)
26. Легенди нічної варти (2010) (дублювання «Cinemaker Distribution»)
27. Мінлива хмарність, часом фрикадельки (2009) — Патрік Патріксон/Ал Рокер (дублювання студії «Невафільм Україна»)
28. Русалонька: Дитинство Аріель (2008) — назва (дублювання студії «Le Doyen» 2017 року)
29. Шрек (2001) — Джон Літгоу (нове дублювання студії «Postmodern» 2017 року)
30. Фантазія-2000 (1999) — Дімс Тейлор (дублювання студії «Le Doyen»)
31. Аладін і король розбійників (1996) — диктор (дублювання студії «Le Doyen»)
32. Рятувальники. Операція Австралія (1990) — Франсуа/Ед Ґілберт (дублювання студії «Le Doyen» 2016 року)
33. Олівер і Компанія (1988) — Вінстон/Вільям Ґловер (дублювання студії «Le Doyen» 2017 року)
34. Великий мишачий детектив (1986) — диктор, написи (дублювання студії «Le Doyen» 2017 року)
35. Рятівники (1977) — написи і назва (дублювання студії «Le Doyen» 2016 року)
36. Пітер Пен (1953) — Джордж/Джефрі Стоун (дублювання студії «Le Doyen» 2018 року)
37. Попелюшка (1950) — Принц/Джефрі Стоун (дублювання студії «Le Doyen»)
38. Пригоди Ікабода і містера Скрека (1949) — Кембел Ґрант (дублювання студії «Le Doyen»)
39. Дамбо (1941) — Ворон Бриль, Клоун 2 (дублювання студії «Le Doyen»)
40. Фантазія (1940) — Дімс Тейлор (дублювання студії «Le Doyen»)

## Дублювання та озвучення мультсеріалів
1. Дивовижний Цифровий Цирк (2024) — барон Теодор Мілденхол (дублювання студії «Lifecycle»)
2. Пригоди Капхеда (2022) — (дублювання студії «Так Треба Продакшн»)
3. Міккі Маус (2013—2018)[en] — диктор (дублювання студії «Le Doyen»)
4. Софія Прекрасна (2013—2018) — Бейлівік (дублювання студії «Le Doyen»)
5. Пригоди Котигорошка та його друзів (2013) — українське та російське озвучення студії «Укранімафільм»
6. Друзі янголи (2008) — усі чоловічі ролі (двоголосе закадрове озвучення компанії «КіТ»)
7. Фінеас і Ферб (2007—2015) — Лоренс Флетчер (1, 3 сезони, дублювання студії «Le Doyen»)
8. Самурай Джек (2001—2017) — усі чоловічі ролі (двоголосе закадрове озвучення телеканалу «QTV»)
9. Темний плащ (1991—1992) — Антиплащ, диктор (дублювання студії «Le Doyen» 2020 року)
10. Чіп і Дейл — бурундучки-рятівнички (1989—1990) — Фотограф, Капітан, диктор (дублювання студії «Le Doyen» 2011 року)
11. Качині історії (1987—1990) — диктор (дублювання студії «Le Doyen» 2012 року)
12. Фріктаун (2016) — дублювання телеканалу «NIKI Kids»

## Дублювання відеоігор
- The Last of Us (2013) — Джоел Міллер (фан-дубляж студії «Sandigo Studio»).
- S.T.A.L.K.E.R. 2: Серце Чорнобиля (2024) — епізодичні ролі (дублювання для ігрової компанії «GSC Game World»)

## Озвучення реклами
- Viasat
- Чистая линия
- Містер Мускул
- Maestro De Oliva
- Оранта
- Ariel
- Fairy
- Whiskas
- Щедро
- Прозора
- Дип Реліф
- Лавомакс
- Гавіскон
- Кардісейв
- Вітапрост
- Віснол
- Айдрінк
- Момент
- Гофен
- КлінТон
- Проктоглівенол